# Mycomya tantilla
Mycomya tantilla är en tvåvingeart som först beskrevs av Friedrich Hermann Loew 1870.  Mycomya tantilla ingår i släktet Mycomya och familjen svampmyggor. Inga underarter finns listade i Catalogue of Life.